# 百事高

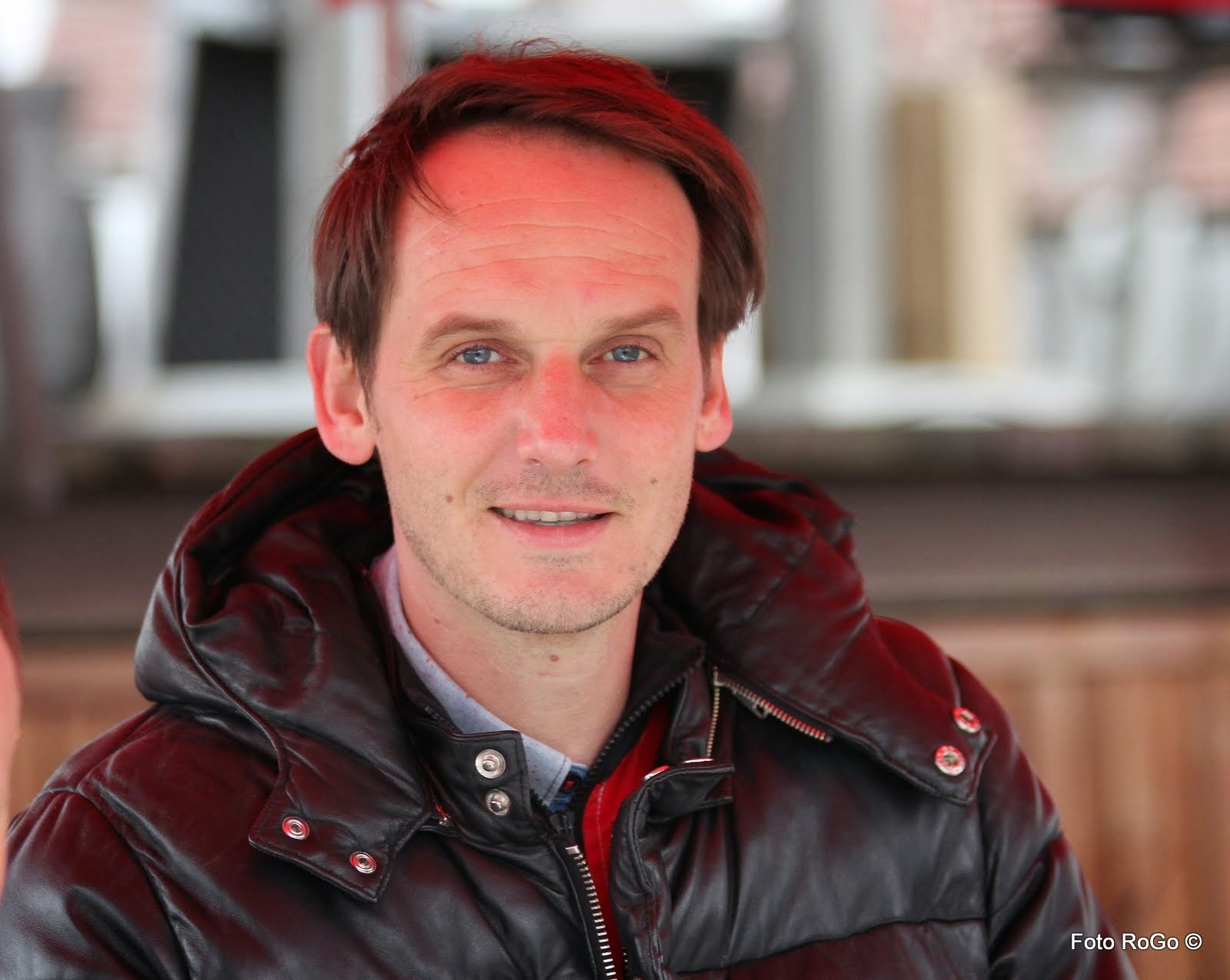

百事高（Pascal Brodnicki，1976年9月5日—）是法籍波蘭裔廚師。
百事高出生於法國，曾任職許多著名餐廳例如倫敦Chelsea酒店和法國Les Pyrénées餐廳。

## 演出
百事高現居波蘭，主持電視節目《型廚走天涯》（原名《Smakuj świat z Pascalem》）。

## 著作
他在TVN出版了兩本書：Po prostu gotuj和Po prostu mi to ugotuj

## 外部連結
- 百事高的官方網站和博客 （页面存档备份，存于）（波兰語）
- TVB給他所作的個人簡介 （页面存档备份，存于）
- 百事高 （页面存档备份，存于）